# Ray Phiri
Raymond Chikapa Enock Phiri (Nelspruit, 1947. március 23. – Mbombela, 2017. július 12.) dél-afrikai dzsessz-zenész, énekes, gitáros.
Fúziós dzsessz és mbaqanga zenész volt.
1985-ben együttműködött Paul Simon és Ladysmith Black Mambazo Graceland projektjével. 1970-ben alapító tagja volt a Cannibalsnak, ennek feloszlása után megalapította a Stimelát, amellyel arany- és platinalemezek sorát hozták létre.

## Lemezek
- 1982: Fire, Passion and Ecstasy
- 1983: Rewind
- 1985: Shadows, Fear and Pain
- 1986: Look, Listen and Decide
- 1987: Unfinished Story
- 1989: Trouble in the Land of Plenty
- 1996: Out of the Ashes
- 2000: Steam Tracks (best of)
- 2001: Live at the Market Theatre – 1st Half (live)
- 2002: The 2nd Half (live)
- 2010: A Lifetime...
- 2011: Turn on the Sun